# 임조칭제
임조칭제(臨朝稱制)는 황제(皇帝)의 예법 상 혹은 혈연 상 어머니인 황태후(皇太后)가 황제가 정무를 주관할 수 없는 유고시에 황제를 대신하여 정치를 주관하는 행위를 가리킨다. 임조(臨朝)나 칭제(稱制), 수렴청정(垂簾聽政), 청정(聽政), 권동처분군국사(權同處分軍國事) 등으로도 표기하는데 실질적인 내용은 같다.

## 의미
임조칭제를 글자 그대로 분석해보면, 황제의 모후(母后)인 황태후가 정치를 주관할 수 없는 상태에 있는 황제를 대신하여 조회(朝會)에 나와 자리하고 황태후 자신이 내리는 명령을 진시황(秦始皇) 이래로 황제가 내리는 명령을 의미하는 제(制)라고 일컫는다는 의미이다. 다만 칭(稱) 자의 경우에는 앞서 말한 일컫다는 의미 이외에도 저울질한다는 의미를 통해 황제의 명령과 황태후의 명령이 동급이다라는 해석도 가능할 듯하다.

## 역사

### 진나라의 통일 이전
임조칭제의 시작은 후한서(後漢書) 황후기(皇后紀)에 의거하면, 전국 진(戰國 秦)에서 소왕(昭王)의 어머니인 미태후(羋太后:宣태후라고도 함)가 처음 시작하였다. 그 다음은 여불위(呂不韋), 노애(嫪毐)와의 사통으로 유명한 진시황의 어머니 제태후(帝太后)가 임조칭제하였다. 이외의 경우도 존재했으리라고 여겨지지만 문헌의 부재로 인해, 한나라 건국 이전의 임조칭제는 두 차례만을 알 수 있다.

### 전한(前漢)과후한(後漢)

#### 고제여황후(高帝呂皇后)
전한을 건국한 한고조(漢高祖) 유방(劉邦)의 적후(嫡后)였다. 유방이 죽고 아들인 혜제(惠帝)가 즉위하자 황태후가 되었다. 오래지않아 혜제가 죽자 혜제의 후궁 소생을 황후 장씨(張氏)의 아들로 칭하여 황제로 즉위시켰는데, 그의 나이가 어렸으므로 임조칭제하였다. 주지하듯이 고조의 후궁들과 이들의 소생들을 살해하였고, 정치적으로는 친가인 여씨(呂氏) 일족을 중용하여 전례를 어기고 제후왕(諸侯王)으로 봉하는 등 많은 폐단을 일으켰다. 그녀가 병으로 죽고, 여씨 일족은 주발(周勃)과 진평(陳平) 등의 모의를 통해 모두 제거되었다. 이후 광무제(光武帝) 때에 논의를 통해 고조의 적처 지위에서 폐출되고 문제(文帝)의 어머니인 박태후(薄太后)가 그 지위를 대신하게 되었다.

#### 효원왕황후(孝元王皇后)
원제(元帝)의 적후이다. 아들인 성제(成帝)가 즉위하자 황태후가 되었다. 성제가 이미 장성하였으므로 임조칭제하지는 않았으나 외척에 대한 전례에 따라 그녀의 아버지 왕금(王禁)과 왕씨 일족은 부귀해지고 정치에 개입하게 되었다. 하지만 성제가 후사 없이 죽음으로, 성제의 이복동생인 애제(哀帝)가 즉위하게 되었다. 애제의 즉위로 태황태후(太皇太后)가 되었으나 애제의 친할머니 부태후(傅太后)와 생모 정희(丁姬)가 동격으로 존숭되고 부씨 일족과 정씨 일족도 정치에 개입하게 됨으로써 정치적인 지위에 위기가 초래되었다. 아울러 예법적으로도 태황태후에 맞먹는 제태태후(帝太太后)라는 칭호가 부태후에게 주어지는 일도 있었다. 하지만 애제 역시 후사가 없이 죽게되자 중산왕(中山王) 유봉(劉奉)을 옹립하니 이 사람이 전한의 마지막 황제가 되는 평제(平帝)인데 즉위시의 나이가 9세에 불과하였다. 그래서 그녀가 형식상으로는 황태후로서 직접 임조칭제하였지만, 실질적으로는 조카인 왕망(王莽)에게 정사를 모두 위임함으로써 전한의 멸망을 초래하였다. 그녀는 왕망이 신(新)을 건국한 뒤에도 생존하여 신실문모태황태후(新室文母太皇太后)라는 칭호를 얻기도 하였다. 왕망이 찬탈하면서 옥새인 전국새(傳國璽)를 찾자, 이에 화를 내며 집어던져서 전국새의 모퉁이 한 쪽이 부서진 일화가 있다.

#### 장덕두황후(章德竇皇后)
장제(章帝)의 적후이다. 소생이 없어 장제의 후궁이었던 양귀인의 소생이 화제(和帝)로 즉위하자 황태후가 황태후가 되었다. 당시 화제가 연소하였으므로 임조칭제하였다. 당시 외척으로 오빠인 두헌(竇憲)이 대장군(大將軍)이 되어 보정(輔政)하였는데, 두헌과 여러 형제들은 권력을 탐하여 반역을 꾀하다가 적발되어 주살(誅殺)되었다. 이후 두황후는 화제가 친정을 시작하자 임조칭제를 거둘 수 밖에 없었다. 사후 여태후가 적처의 지위에서 폐출된 고사에 따라 화제의 생모인 양귀인을 존숭하자는 의견이 있었으나, 자신을 황제로 옹립한 황후의 공로를 기억한 화제에 의해 채택되지 않았다.

#### 화희등황후(和熹鄧皇后)
화제의 계후(繼后)이다. 본래 황후였던 음황후(陰皇后)가 투기로 인한 주술을 부린 죄로 폐출되자 후궁의 지위에서 황후가 되었다. 태부(太傅) 등우(鄧禹)의 손녀이자 호강교위(護羌校尉) 등훈(鄧訓)의 딸이었다. 어린 나이부터 여성임에도 불구하고 여공(女工)보다는 유학(儒學)에 관심을 보여서, 집안 사람들이 그녀를 제생(諸生;유학을 공부하는 학생이라는 의미)이라고 불렀다. 화제가 죽고 태어난 지 100일 밖에 안된 상제(殤帝)가 즉위하니 황태후가 되어 임조칭제하였다. 상제는 즉위하고 1년 만에 죽었고, 공석이 된 제위에 안제(安帝)를 옹립하고 여전히 임조칭제하였다. 그녀는 유학적인 소양을 갖추고 있어서 비교적 덕정(德政)을 펼친 편이었다. 외척들의 발호를 항상 경계하였고, 재물을 아끼는 등의 훌륭한 조처를 내렸다. 하지만 전통적으로 황제만이 가질 수 있다고 여겨지는 권능을 많이 침해하기도 하였다. 이를테면, 한나라 황실의 역대 황제들이 모셔져있는 태묘(太廟)에 대한 제례를 태후 본인의 주도로 거행한 점, 황태후 명의의 조서로 사면령을 발한 점, 자신의 친족인 외척 등씨일가 뿐아니라 황족인 유씨에 대한 통제를 가한 점 등을 들 수 있다. 하지만 이는 임조칭제하였던 황태후들의 전형적인 통치 행위이다. 등황후는 약 17년 동안 임조칭제하였는데, 후한이 존속한 196년의 약 8.67%에 해당하는 긴 시기였다. 사후 등씨 일족은 반역을 꾀했다는 무고로 인해 몰락하였다.

#### 안사염황후(安思閻皇后)
안제의 적후이다. 소생이 없는데 궁인(宮人) 이씨(李氏)가 아들을 낳아 황태자가 되자 이씨를 독살하고 그 소생을 황태자에서 폐위시켰다. 등태후가 죽고 안제가 친정을 시작하자 황후의 형제들이 권세를 잡게 되었다. 안제가 순행 길에 갑작스럽게 죽자, 형제 및 환관들과 결탁하여 북향후(北鄉侯)를 옹립하고 임조칭제하였다. 하지만 북향후는 즉위한지 2백여 일만에 죽자 다른 어린 황족을 옹립하여 계속 임조칭제하고자 하였는데, 태후 일파와 사이가 좋지 않았던 중황문(中黃門) 손정(孫程) 등이 모의하여 폐출되어 제음왕(濟陰王)으로 봉해졌던 황태자를 황제로 옹립하여 이들을 몰아내었다. 염씨 일족은 모두 주살되거나 유배갔고, 태후는 별궁으로 옮겨져 유폐되어 있다가 이듬해에 죽었다.

#### 순열양황후(順烈梁皇后)
순제(順帝)의 적후이다. 소생이 없어서 순제가 죽고 미인(美人) 우씨(虞氏)의 소생을 옹립하니 이 사람이 바로 충제(沖帝)이다. 충제가 연소했으므로 임조칭제하였는데, 충제 또한 어린 나이에 죽자 다시 어린 황족이었던 질제(質帝)를 옹립하여 계속 임조칭제하였다. 다만 이 시기의 임조칭제부터는 황태후가 친족을 자신의 집권의 도구로 사용하는 것이 아니라 황태후가 친족의 집권을 위한 도구가 되었다. 아버지를 이어 보정하게 된 오빠 양기(梁冀)는 권력에 대한 욕구가 지대하여 자신을 발호장군(跋扈將軍)이라고 비꼰 질제를 독살하기까지 하였다. 이후 또다시 어린 방계 황족이었던 환제(桓帝)를 옹립하고 임조칭제하다가 죽었다. 태후의 사후에도 양기로 위시되는 양씨 일족은 양기의 딸을 환제의 황후로 세워서 정권을 장악하고 반역을 꾀하다가 환제의 친위쿠데타에 의해 모두 숙청되었고, 양씨 일족은 모두 주살되거나 유배가게 되었다.

#### 환사두황후(桓思竇皇后)
환제의 두 번째 계후이다. 환제의 적후는 순열양황후의 오빠 양기의 딸이었는데 그녀가 일찍 죽기도 하였고, 양씨 일족이 반역을 꾀하다가 몰락하여 사후에 귀인으로 폐위되었다. 이후 환제의 총애를 받던 귀인 등씨가 황후가 되었는데 이후 총애가 줄자 원망하다가 폐위되었는데, 두황후는 가문이 좋았기에 황후가 될 수 있었다. 그러나 총애를 받지 못했는데, 환제가 후사 없이 죽자 황태후가 되어 영제(靈帝)를 옹립하고 임조칭제하였다. 이때는 외척과 환관의 대립이 격화된 상태였는데, 태후의 아버지 대장군 두무(竇武)가 청류(淸流)의 수장과도 같았던 진번(陳蕃)과 함께 환관 세력을 숙청하려다가 이들이 영제를 폐위하려한다고 무고한 환관 세력에 의해 도리어 몰락하게 되었다. 사후 적후의 자리에서 폐출하자는 의견이 있었으나 역시 자신을 황제로 옹립한 공을 생각한 영제에 의해 의견은 채택되지 않았다.

#### 영사하황후(靈思何皇后)
영제의 계후이다. 영제의 적후였던 송황후가 총애가 없고 후궁들의 모함을 받아 폐출되자, 한미한 가문이었지만 자색이 뛰어나서 영제의 총애를 받았기에 황후가 될 수 있었다. 영제가 죽고 자신의 소생이었던 소제(少帝)가 즉위하자 황태후가 되어 임조칭제하였다. 하지만 전대에 이은 외척과 환관의 대립으로 인해, 오빠인 대장군 하진(何進)이 환관 세력을 일소하려다가 궁중에서 암살되고 뒤이어 동탁(董卓)이 군세를 이끌고 들어와 정권을 장악하자 아무런 실권을 가질 수 없었다. 게다가 소제가 폐위되고 태후 또한 시어머니 즉, 영제의 생모인 동태후를 잘 모시지 못했다는 이유로 인해 폐립되었다가 살해당했다. 실질적으로 임조칭제한 기간은 6개월 남짓으로 후한 황태후 임조칭제 기간 중 최단기에 해당한다.

### 위진남북조(魏晉南北朝) 시대
동진
성제 연간의 유태후가 임조칭제
목제 연간의 강헌저황후가 임조칭제
북위
효문제 연간의 문명풍태후가 임조칭제
효명제 연간의 호태후가 임조칭제

### 당나라시대
임조칭제라는 용어도 보이지만, 수렴청정이라는 용어가 처음 문헌사료에 나타났다.
- 측천무후(則天武后)
- 중종 위황후

### 송나라와요금원(遼金元) 시대
- 진종의 장헌명숙유황후
- 인종의 자성광헌조황후
- 영종(英宗)의 선인성렬고황후
- 신종의 흠성헌숙상황후

- 철종의 소자성헌맹황후
- 고종의 헌성자렬오황후
- 영종(寧宗)의 공성인렬양황후
- 이종의 사황후

- 술율태후
- 소태후

### 명청(明淸) 시대
- 효장문황후
- 서태후